# هوانگ یونگ-چو
هوانگ یونگ-چو (انگلیسی: Hwang Young-cho؛ زادهٔ ۲۲ مارس ۱۹۷۰) دونده ماراتن اهل کره جنوبی است.
وی در مسابقات کشوری و بین‌المللی در مجموع برندهٔ ۲ مدال طلا شده‌است.